# 타임크라임
타임크라임(Los Cronocrimenes, Timecrimes)은 스페인에서 제작된 나초 비가론도 감독의 2007년 미스터리, SF, 스릴러 영화이다. 카라 엘레할데 등이 주연으로 출연하였고 하비에르 이바레체 등이 제작에 참여하였다.

## 출연

### 주연
- 카라 엘레할데
- 칸델라 페르난데즈

### 조연
- 바바라 고엔너가
- 나초 비가론도
- 후안 인시아트
- 미구엘 엔젤 푸
- 리비 브리엔
- 니콜 디온느
- 필립 허쉬

## 제작진
- 공동제작: 노버트 르라라스
- 공동제작: 조디 레디우
- 공동제작: 산티 카무나스
- 공동제작: 조지 고메즈
- 협력프로듀서: 세르지오 바레존
- 협력프로듀서: 토드 브라운
- 협력프로듀서: 나히카리 이피나
- 협력프로듀서: 소라야 라카바
- 협력프로듀서: 코막 레건
- 협력프로듀서: 데이브 차리턴
- 세트: 우르코 아귀레
- 세트: 제이미 가르치아
- 프로덕션매니저: 에두아르도 카르네로스

## 같이 보기
- 시간 역설
- 인과관계